# Brittany Byrnes
Brittany Byrnes (n. 31 iulie 1987) este o actriță australiană. Cel mai notabil rol al ei a fost Natasha Green, în filmul Little Oberon.

## Cariera în actorie
Brittany a început să joace de la vârsta de 8 ani. Primul ei rol a fost în filmul Babe. După aceea a jucat în filme ca Little Oberon, Mermaids și Swimming Upstream. A jucat și în seriale de televiziune, ca și Beastmaster și All Saints. Ultimul ei rol este în sezonul 2, al serialului pentru copii și adolescenți H2O - Adaugă apă, unde o interpretează pe Charlotte Watsford, noua fată din oraș ce devine mai târziu sirenă. La început se va certa cu Cleo, Emma și Rikki dar mai târziu se vor împrieteni pentru puțin timp.

## Filmografie
| An          | Titlu                                           | Rol                                                    |
| ----------- | ----------------------------------------------- | ------------------------------------------------------ |
| 1995        | Babe - Cel mai curajos porc din lume            | Granddaughter                                          |
| 1996        | Twisted Tales (TV) 1 Ep: "Night of the Monster" | Jessie                                                 |
| 1996        | G. P. (TV) 1 Ep: "Sing Me a Lullaby"            |                                                        |
| 1997        | Search for Treasure Island (TV)26 Eps.          | Thea Hawkins                                           |
| 1998        | Children's Hospital (TV) 1 Ep: "Future Shock"   | Helen Voyt                                             |
| 1998        | Breakers (TV)                                   | Catherine                                              |
| 1998        | The Violent Earth (TV miniseries)               | Helene, as a child                                     |
| 2000        | BeastMaster (TV) 1 Ep: "Riddle of the Nymph"    | Muraki                                                 |
| 2000        | Water Rats (TV) 2 Ep                            | Geena Sadler                                           |
| 2001        | Escape of the Artful Dodger (TV) 26 Eps         | Hannah Schuler                                         |
| 2001        | When Good Ghouls Go Bad                         | Dayna                                                  |
| 2003        | Împotriva curentului                            | Diane Fingleton                                        |
| 2003        | Mermaids                                        | Tess                                                   |
| 2005        | Little Oberon                                   | Natasha Green                                          |
| 1998 - 2006 | All Saints (TV) 4 Ep                            | Vicki Rees, Vicky Ross, Jacinta Clarke, Becky Franklin |
| 2007        | H2O - Adaugă apă (TV)                           | Charlotte Watsford                                     |
| 2008        | Scorched                                        | Deanna Pearce                                          |
| 2010        | Toybox                                          | Tina                                                   |